# Чикаго (мюзикл)
«Чикаго» (англ. Chicago) — мюзикл Джона Кандера на либретто Фреда Эбба и Боба Фосса.
Мюзикл написан по мотивам одноимённой театральной пьесы 1926 года журналистки Морин Даллас Уоткинс; в основу которой легли два реальных не связанных между собой судебных процесса: Уоткинс обозревала их для газеты «Chicago Tribune» в 1924 году, и её колонки скандальных новостей пользовались такой популярностью, что она решила написать по ним пьесу.
Оригинальная бродвейская постановка 1975 года была номинирована на несколько премий «Тони», в том числе и за лучший мюзикл, но не получила ни одной. В 1996 году работа была возрождена на Бродвее с обновлённой хореографией, и в этот раз была отмечена «Тони» за лучший возобновлённый мюзикл, лучшую режиссуру, лучшую хореографию и ещё несколькими.
По мюзиклу был снят фильм «Чикаго». Картина вышла на экраны в 2002 году и была отмечена шестью премиями «Оскар», в том числе как «Лучший фильм».
В 2002 году в России была поставлена адаптация мюзикла «Чикаго» с участием Филиппа Киркорова и Анастасии Стоцкой. Продюсером постановки выступил Филипп Киркоров, однако российская адаптация мюзикла провалилась. После приобретения лицензии и перевода либретто на русский Киркоров выразил сомнения, что российская публика поймёт и примет историю о чикагской тюрьме, а после сворачивания шоу вынужден был выплачивать огромные долги. В 2013—2014 годах мюзикл снова был поставлен Киркоровым в Московском Дворце молодёжи, продюсером выступил глава компании Stage Entertainment Дмитрий Богачев.